# European patent convention
 La Convenzione sulla Concessione dei Brevetti Europei (in inglese Convention on the Grant of European Patents), più comunemente conosciuta come European Patent Convention (EPC), è il trattato internazionale che ha istituito l'Organizzazione europea dei brevetti al fine di offrire un brevetto unico valido in tutti gli Stati sottoscriventi.
I Brevetti Europei, come vengono chiamati i brevetti concessi dall'EPC, in ognuno degli Stati firmatari hanno gli stessi effetti e sono soggetti alle stesse condizioni di un brevetto concesso dallo Stato, tranne nei casi in cui è diversamente specificato dalla Convenzione. Si può chiedere la concessione del brevetto affinché valga in una o più delle Nazioni sottoscriventi. Il brevetto viene concesso dall'Ufficio Europeo dei Brevetti.
La convenzione è stata stilata il 5 ottobre 1973 a Monaco di Baviera, ed entrata in vigore il 7 ottobre 1977, riprendendo le indicazioni della Convenzione di Strasburgo del 1963. È stata revisionata il 29 novembre 2000.
Le nazioni firmatarie dell'EPC sono i 38 membri dell'Organizzazione Europea dei Brevetti.
Le lingue ufficiali dell'EPC sono l'inglese, il francese e il tedesco. La richiesta per il Brevetto Europeo e i documenti relativi all'invenzione, richiesti affinché venga concesso, devono essere scritti in una delle tre lingue ufficiali.

## Contenuti
La Convenzione si divide in 12 parti:
- Parte I: Disposizioni generali e istituzionali
- Parte II: Diritto dei brevetti
- Parte III: Domanda di brevetto europeo
- Parte IV: Procedura fino alla concessione
- Parte V: Procedura di opposizione e limitazione
- Parte VI: Procedura di ricorso
- Parte VII: Disposizioni comuni
- Parte VIII: Incidenza sul diritto nazionale
- Parte IX: Accordi particolari
- Parte X: Domande internazionali ai sensi del trattato di Cooperazione in materia dei brevetti - Domande EURO-PCT
- Parte XI: Disposizioni transitorie (abrogato nella revisione di Monaco del 29 novembre 2003)
- Parte XII: Disposizioni finali[6]

Di seguito alcune delle novità più importanti.

### Natura legale e contenuti
La Convenzione sul brevetto europeo è "un accordo speciale ai sensi dell'articolo 19 della Convenzione per la protezione della proprietà industriale, firmato a Parigi il 20 marzo 1883 e revisionato l'ultima volta il 14 luglio 
, e un trattato di brevetto regionale ai sensi dell'articolo 45, paragrafo 1, del Trattato di cooperazione in materia di brevetti del 19 giugno 1970. " La Convenzione sul brevetto europeo attualmente non porta alla concessione di brevetti applicabili in tutti 38 paesi, sebbene il brevetto dell'Unione europea consentirebbe un effetto unitario : l'esecutività centralizzata in 24 dei 27 paesi dell'Unione Europea.
Il contenuto della Convenzione comprende numerosi testi oltre ai principali 178 articoli. Questi testi aggiuntivi, che sono parte integrante della Convenzione,  sono:
- I "regolamenti di attuazione della convenzione sulla concessione di brevetti europei", comunemente noti come "regolamenti di attuazione". La funzione dei regolamenti di esecuzione è "determinare in modo più dettagliato come applicare gli articoli". In caso di conflitto tra le disposizioni della CPE e quelle dei regolamenti di attuazione, prevalgono le disposizioni della CPE.
- Il "Protocollo sulla competenza giurisdizionale e il riconoscimento delle decisioni in merito al diritto alla concessione di un brevetto europeo", comunemente noto come "Protocollo sul riconoscimento". Questo protocollo riguarda il diritto alla concessione di un brevetto europeo ma si applica esclusivamente alle domande di brevetto europeo.
- Il "Protocollo sui privilegi e sulle immunità dell'Organizzazione europea dei brevetti", comunemente noto come "Protocollo sui privilegi e le immunità";
- Il "Protocollo sulla centralizzazione del sistema europeo dei brevetti e sulla sua introduzione", comunemente noto come "Protocollo sulla centralizzazione";
- Il "Protocollo sull'interpretazione dell'articolo 69 della Convenzione";
- Il "Protocollo sul complemento del personale dell'Ufficio europeo dei brevetti all'Aia", comunemente noto come "Protocollo sul complemento del personale".

### Procedura di rilascio unificata
Nella parte VIII la Convenzione risolve il problema dei depositi plurimi stabilendo la possibilità di una procedura unificata di rilascio di un fascio di brevetti nazionali. Negli anni precedenti, in Europa sorgevano due importanti difficoltà all'atto del deposito di una domanda di brevetto: da un lato, era necessario rilasciare una domanda separata per ciascun Paese, con conseguenti distinte procedure, e d'altro canto era necessario tradurre il testo della domanda di deposito in un numero assai elevato di lingue diverse. Una delle novità della Convenzione sul brevetto europeo del 1973 è che essa consente il trattamento della pratica di brevetto a livello centralizzato in una sola lingua, e differisce le spese di traduzione al momento dell'ottenimento effettivo del brevetto. La Convenzione prevede, infatti, una procedura unica attraverso la quale si rende possibile il deposito della richiesta presso l'Ufficio europeo dei brevetti, redatta in una sola lingua (francese, inglese oppure tedesco). Non è quindi più necessario depositare singole domande di brevetto presso i singoli Uffici nazionali e attendere la concessione del diritto di brevetto, ma sarà invece sufficiente depositare presso tali Uffici nazionali la traduzione della domanda di brevetto depositato a 
nella lingua del paese nel quale si richiede la tutela, senza che i singoli Uffici nazionali debbano provvedere all'analisi della brevettabilità. Il brevetto nazionale così ottenuto sarà valido non a partire dal momento del deposito della prima domanda (come previsto invece dalla Convenzione di Parigi per la protezione della proprietà industriale), ma solamente a partire dal deposito della traduzione.

### Accordo di estensione
La Convenzione del 1973 (Parte X, Art.149a) rende possibile definire, con il pagamento di diritti aggiuntivi e il compimento di determinate formalità, un accordo di cooperazione con l'Organizzazione europea dei brevetti, noto come accordo di estensione. In base ad esso i brevetti europei rilasciati dall'Organizzazione possono essere estesi ai paesi che l'hanno siglato.
Finora sono stati conclusi accordi di estensione da Albania, Bosnia ed Erzegovina, Croazia, Macedonia del Nord e Serbia.

### Altri punti
Altri punti essenziali sono la standardizzazione delle regole relative alla durata del brevetto, alle modalità di presentazione della domanda di brevetto europeo, all'individuazione dell'avente diritto, alla definizione di invenzione e ai requisiti di brevettabilità.

### Brevettabilità del software
L'articolo 52 (Invenzioni brevettabili), al paragrafo 2, punto c, nega espressamente la brevettabilità del software:
1. I brevetti europei sono concessi per le invenzioni nuove che implicano un'attività inventiva e sono atte ad avere un'applicazione industriale.
2. Non sono considerate come invenzioni ai sensi del paragrafo 1 in particolare:
  - (c) i piani, principi e metodi per attività intellettuali, per giochi o per attività commerciali e i programmi per calcolatori;

Il successivo paragrafo 3 specifica che le attività di cui al paragrafo 2 sono escluse dalla brevettazione quando considerate "in quanto tali". Il problema maggiore, dunque, riguardo alla brevettabilità del software è legato alla distinzione tra "software in quanto tale" e "invenzione di software".

## Concessione, effetto e necessità di traduzioni
Contrariamente al carattere unificato e regionale di una domanda di brevetto europeo, il brevetto europeo concesso non comprende, in effetti, alcun carattere unitario, ad eccezione della procedura di opposizione.  In altre parole, un brevetto europeo in uno Stato contraente è effettivamente indipendente dallo stesso brevetto europeo in ogni altro Stato contraente, ad eccezione della procedura di opposizione.
Un brevetto europeo conferisce diritti al suo titolare, in ciascuno Stato contraente per il quale è concesso, dalla data di pubblicazione della menzione della sua concessione nel Bollettino europeo dei brevetti.
Questa è anche la data di pubblicazione del documento B1, ovvero la specifica del brevetto europeo. Ciò significa che il brevetto europeo è concesso e conferisce diritti in tutti i suoi Stati contraenti designati alla data di menzione della concessione, indipendentemente dal fatto che una traduzione prescritta sia depositata o meno in un ufficio nazionale dei brevetti in seguito (anche se il diritto può in seguito essere ritenuto mai essere esistito in un determinato Stato se una traduzione non è stata successivamente presentata in tempo, come descritto di seguito). Una traduzione di un brevetto europeo concesso deve essere depositata in alcuni Stati contraenti dell'EPC per evitare la perdita del diritto. Vale a dire, negli Stati contraenti che hanno "prescritto che se il testo, in cui l'Ufficio europeo dei brevetti intende rilasciare un brevetto europeo (...) non è redatto in una delle sue lingue ufficiali, il richiedente o il titolare del il brevetto deve fornire all'ufficio centrale della proprietà industriale una traduzione di questo testo in una delle sue lingue ufficiali a sua discrezione o, qualora tale Stato abbia prescritto l'uso di una lingua ufficiale specifica, in quella lingua ". Il brevetto europeo è "nullo ab initio" in uno Stato contraente designato in cui la traduzione richiesta (se richiesta) non è depositata entro il termine prescritto dopo la concessione. In altri Stati contraenti, non è necessario presentare alcuna traduzione, ad esempio in Irlanda se il brevetto europeo è in inglese. Negli Stati contraenti in cui è in vigore L'Accordo di Londra, l'obbligo di presentare una traduzione del brevetto europeo è stato completamente o parzialmente revocato. Se è richiesta una traduzione, può essere dovuta anche una commissione per la pubblicazione di tale traduzione.

## Stati firmatari
| Stato              | Ratifica adesione |
| ------------------ | ----------------- |
| Albania            | 1 maggio 2010     |
| Austria            | 1 maggio 1979     |
| Belgio             | 7 ottobre 1977    |
| Bulgaria           | 1 luglio 2002     |
| Rep. Ceca          | 1 luglio 2002     |
| Cipro              | 1 aprile 1998     |
| Croazia            | 1 gennaio 2008    |
| Danimarca          | 1 gennaio 1990    |
| Estonia            | 1 luglio 2002     |
| Finlandia          | 1 marzo 1996      |
| Francia            | 7 ottobre 1977    |
| Germania           | 7 ottobre 1977    |
| Grecia             | 1 ottobre 1986    |
| Irlanda            | 1 agosto 1992     |
| Islanda            | 1 novembre 2004   |
| Italia             | 1 dicembre 1978   |
| Lettonia           | 1 luglio 2002     |
| Liechtenstein      | 1 aprile 1980     |
| Lituania           | 1 dicembre 2004   |
| Lussemburgo        | 7 ottobre 1977    |
| Macedonia del Nord | 1 gennaio 2009    |
| Malta              | 1 marzo 2007      |
| Monaco             | 1 dicembre 1991   |
| Montenegro         | 1 ottobre 2022    |
| Norvegia           | 1 gennaio 2008    |
| Paesi Bassi        | 7 ottobre 1977    |
| Polonia            | 1 marzo 2004      |
| Portogallo         | 1 gennaio 2008    |
| Regno Unito        | 7 ottobre 1977    |
| Romania            | 1 marzo 2003      |
| San Marino         | 1 luglio 2009     |
| Slovacchia         | 1 luglio 2002     |
| Slovenia           | 1 dicembre 2002   |
| Serbia             | 1 ottobre 2010    |
| Spagna             | 1 ottobre 1986    |
| Svezia             | 1 maggio 1978     |
| Svizzera           | 7 ottobre 1977    |
| Turchia            | 1 novembre 2000   |
| Ungheria           | 1 gennaio 2003    |